# Круковський Дмитро Олександрович
Дмитро Олександрович Круковський (нар. 20 травня 1984, м. Біла Церква, Київська область — пом. 29 липня 2022, селище Оленівка, Донецької області) — український військовослужбовець, старший солдат Окремого загону спеціального призначення «Азов» Національної гвардії України, учасник російсько-української війни, який відзначився під час відбиття російського вторгнення в Україну і загинув у полоні внаслідок терористичного акту, вчиненого в ніч проти 29 липня 2022 року російськими окупаційними військами на території колишньої Волноваської виправної колонії № 120. Кавалер ордена «За мужність» ІІІ ступеня (2023 р., посмертно).

## Життепис
Дмитро Круковський народився 20 травня 1984 року у Білій Церкві на Київщині. З дитинства любив спорт, займався легкою атлетикою, проте дістав травму коліна, після якої не зміг продовжити тренування і потому був звільнений від строкової військової служби. Вже підлітком добре розбирався в електриці, міг полагодити будь-який прилад, а згодом — вправно ремонтував автівки. 
2001 року Дмитро вступив на факультет програмування Інституту комп'ютерних технологій Національного авіаційного університету (нині – Державний університет «Київський авіаційний інститут»). Пізніше до 2014 року працював автоелектриком. Сестра згадує, що Дмитро цікавився автомобілями та міг відремонтувати те, що не вдавалося нікому. А ще мав загострене почуття справедливості й добре серце.
2007 року одружився, за рік народилась донечка, проте за 9 років вони з дружиною розлучилися. 
Під час Революції Гідності Дмитро займався волонтерською діяльністю, пізніше кілька разів їздив із допомогою на фронт. У жовтні 2015-го сам вирішив йти на військову службу, обравши ОЗСП «Азов». 
Через хворе коліно Дмитра відмовилися призначати на «бойову» посаду, проте він знадобився саме як автоелектрік у ремонтній роті (отримавши відповідний позивний). Брав участь у ремонті військової техніки як на базі ОЗСП, так і на передовій. Наприкінці 2018 року брав участь у розробці військового автомобіля типу «Багі», який і нині використовується на фронті.
2020 року, після закінчення строку контракту Дмитро залишився жити у Маріуполі, де зустрів своє кохання, влаштувався працювати до автопарку «Маріупольгазу», де займався обслуговуванням акумуляторів та ремонтом автоелектрики. Крім того, займався ремонтом квартир. За словами матері, він дуже полюбив Маріуполь, мав у місті багато друзів та знайомих. Восени 2021 року Дмитро вступив на заочну форму навчання до факультету агрономії Білоцерківського національного аграрного університету. 
Невідомо, чи був Дмитро офіційно зарахований до резерву «Азову», але, безумовно, він підтримував зв’язок із однополчанами і прагнув у випадку повномасштабної війни повернутися до рідного підрозділу. 22 лютого 2022 року він попередив рідних про очікуваний напад, а вже 24 лютого – знов взяв до рук зброю, обійнявши у «Азові» посаду помічника гранатометника. Брав участь у обороні селища Сартани, вуличних боях за Маріуполь, обороні території металургійного комбінату «Азовсталь» (перебуваючи на обложеному підприємстві, навіть намагався здати чергову сесію в університеті). 
20 травня 2022 року за наказом вищого військового керівництва заради збереження життя людей Дмитро вийшов з побратимами з «Азовсталі» та потрапив у так званий «полон за домовленістю». Утримувався на території колишньої Волноваської виправної колонії № 120 в окупованому селищі Молодіжному, що неподалік колишнього адміністративного центру селищної ради Оленівки колишнього Волноваського (нині – Кальміуського) району Донецької області, де окупанти утворили фільтраційну в’язницю. Перед виходом Дмитро написав мамі, що їм пообіцяли гарні умови, харчування та обмін протягом 2-3 місяців, але з ним не буде зв’язку. Втім, він кілька разів телефонував рідним з Оленівки (декому з українських воїнів вдалося пронести у неволю телефони), під час останнього дзвінка 10 липня сказав, що вони скоро побачаться… 
У ніч на 29 липня 2022 року прийняв мученицьку смерть у полоні внаслідок масового вбивства військовополонених, влаштованого окупантами у колонії в Оленівці.
7 червня 2023 року старшого солдата Дмитра Круковського поховано з військовими почестями на Алеї Героїв кладовища «Сухий Яр» у Білій Церкві.

## Родина
У Дмитра залишилися батьки, сестра, донька і наречена.

## Нагороди
- відзнака Президента України «За участь в антитерористичній операції»;
- відзнака «За визволення Маріуполя»;
- орден «За мужність» ІІІ ступеня (3 листопада 2023 року, посмертно) — за особисту мужність і самовідданість, виявлені у захисті державного суверенітету та територіальної цілісності України, сумлінне та бездоганне служіння Українському народові[3];
- звання «Почесний громадянин Білоцерківської міської територіальної громади» (посмертно).